# Ходжа (род)
Ходжа́, ко[д]жа́ (от арабского هوجي ходжа, перс. خواجه‎; кирг. кожо, каз. қожа, узб. xoʻja, уйг. خوجا‎, туркм. hoja, тадж. хӯҷа, тур. hoca) — род в Великой Евразийской Степи и Средней Азии, ведущий своё происхождение от арабских миссионеров ислама. Клич —Алла́!

## Исхакии («черногорцы»)
Вали Исаак-ходжа — один из Саидов, то есть прямых потомков Мухаммада — стал родоначальником ходжей, приверженцы и последователи которых образовали в Восточном Туркестане политическую партию Исакия, более известную как Черногорская, властвовавшую около 70 лет и уничтоженную в конце 1760-х годов главой Белогорской партии, ходжой Бурган-эд-Дином.

## Афакии («белогорцы»)
Родоначальником ходжей был Имам-калян («старший имам») — старший сын Мяхтуми-Азяма. Его приверженцы и последователи образовали в Восточном Туркестане политическую партию «Ишкия», более известную под именем «Белогорской». Последним представителем и главой этой партии, властвовавшей в Кашгарии, был Бузюрг-Ходжа (Бузрюк-хан-тюря, единственный сын Джеингир-ходжи) — личность ничтожная и бывшая только игрушкой в руках Якуб-бека.

## Шежире
Род «кожа» не входит в состав казахских жузов. Традиционно считаются потомками миссионеров.  Чокан Валиханов писал, что казахи не относят некоторые роды кожа к «белой кости», но уважают их наравне с султанами.

### ПодразделениеСеид
Потомками пророка могут считаться только сеиды и шарифы, то есть дети от Хасана и Хусейна.[неоднозначно] Сейид — с арабского вождь, господин, глава. Родоначальники кожа́ — Мухаммад, Абу Бакр, Омар, Осман, Али, все они были из одного племени курайшит. Абу Бакр и Омар были восьмиюродными братьями Мухаммада, а Осман был четвероюродным племянником пророка.
Али Ибн абу Талиб (656—661 гг.) — двоюродный брат пророка Мухаммада, его зять, женатый на его дочери Фатиме (Фатима Аз-Захра) и его приёмный сын. У Азрета Али от первой жены Фатимы родились близнецы Хасан и Хусейн. От Хасана (у него было 14 внуков и 5 внучек) происходит род Шариф. Представители этого рода были правителями некоторых мусульманских стран. От второго сына Хусейна идет род Сеид (сейт кожа, сеид ходжа). И третий сын (от второй жены) Мухаммад Ханафия. После смерти Фатимы Азрет Али был женат 7 раз, не считая наложниц. У него было 14 сыновей и 17 дочерей, по другим данным 18 сыновей и 6 дочерей. Потомки остались только от пятерых сыновей: Хасан, Хусейн, Мухаммед Ханафия, Аббас (?), Омар (?) .
Сеиды (сейт кожа,сеид ходжа, саййидатаи) являются потомками Хусейна, однако есть ветвь подрода сейт кожа, которая берёт начало от других предков:
1. Абд Жалил Баба: — Корасан кожа, Сейт кожа (Саид ходжа).
2. Сподвижник пророка Осман Ибн Аффан (644—656) был женат на двух дочерях пророка Мухаммада. Вначале он женился на Рукае, которая умерла в 624 г. после её смерти на её сестре Умм-Кальсум, их потомки также зовутся Сейт кожа, Сеид ходжа.

В данное время подрод сейт среди кожа считается одним из больших подродов по сравнению с другими подродами кожа. Причиной тому является то, что разные потомки от разных предков с одноименным названием попросту перемешались меж собой. Ответвления от саидов: Кылышты кожа, Сабылт кожа (сабулт).
Одними из активных распространителей ислама в Средней Азии являются потомки Мухаммада ибн аль Ханафия. Его потомки Абд ар Рахман Баб, Абд ар Рахим Баб (Қарақан ата). От Абд ар Рахман Баба идут Исхак Баб и Абд ал-Жалил Баб (Хорасан Саман Шах). Потомки Исхак Баба: Аккожа, Аккорганкожа, Баксайыс кожа. Потомки Абд Ар Рахим Баба: Карахан кожа (Аулие ата). Потомки Абд Жалил Баба: Хорасан кожа, Диуана кожа.
Эти рода имеют множество ответвлений. Диуана кожа (Маді кожа) — ответвления этого рода: кожжан кожа, кылыш кожа, пірзада кожа, бакмухамбет кожа. Место погребения его трех сыновей Кожжан, Кылыш, Пірзада кожа находится рядом с городом Кызылордой.
Кырык садак кожа являются потомками халифа Омара ибн Хаттаба (634—644 гг.). Также подрод Икан кожа подразделяется к этому роду.
Кылауыз кожа, род Сунак и подрод Сиык нисходящие от имама-богослова Хисамеддина аль-Сыгнаки (Сунак-ата) и ученого-мыслителя Хусамеддина Сыгнаки, труды которого «Нихая» до сих пор обязательны к изучению в основополагающей для всех мусульман медресе Аль-Азхар (г. Каир) являются потомками первого халифа Абу Бакра Сыддыка (632—634), Также подрод Шамші кожа относится к этому роду.
Керейт кожа и Косым кожа — самые загадочные подроды среди кожа. Есть несколько версий происхождения этого подрода:
1. Выходец из рода керейт Младшего жуза Жадікулы Мүсіралі аулие (Сопы Азиз) — был религиозно образованным человеком, участвовал вместе с Тауке-ханом при составлении свода законов «Жеті жаргы». Обладал уникальными свойствами, был провидцем (аулие) лечил людей, предсказывал. Видимо, поэтому позднее его в народе прозвали кожа. Косым-кожа является его сыном, родился в 1710 году, умер в 1780 году. Был религиозным деятелем, распространял ислам среди каракалпаков. Активно участвовал в становлении казахско-русских отношений.
2. В те далекие времена один кожа держал путь в далекую местность с целью посещения родственников, ехал он со своей беременной женой. По дороге остановились в одном ауле, гостеприимные хозяева с удовольствием приютили гостей (кудайы конак по казахским обычаям) в ходе беседы выяснилось что аул рода керейт. В это время жена гостя рожает сына. Счастливый отец дает сыну имя Керейт в честь гостеприимных хозяев, приютивших их в этот момент.
3. Жил когда-то батыр Кабылбек из рода керейт, был женат на женщине по имени Рабига, у них был сын. В одной из битв погибли Кабылбек и сын, Рабига в 23 года осталась вдовой. Во сне святые указали ей дорогу в Мекку-Медину. Когда она добралась до Мекки, ей не разрешили войти в Каабу, так как она была вдовой. Там она выходит замуж за помощника имама Абубаязита Бастами (1525—1583 гг.) из рода кожа. От него родился сын Керейт (в честь первого мужа).

## Подразделение Хорасан
- Хорасан ходжи считались пирами (духовными наставниками) для родов Среднего и Младшего жузов.
- Они обладали статусом элитного сословия, выполняя функции высших служителей мусульманского культа.
- Казахи верили в их сверхъестественные способности, включая умение лечить людей и совершать чудеса[3].

## Подразделение Баксайыс
Подразделение Баксайыс рода Ходжа (Кожа) имеет свои уникальные особенности и происхождение.
1. Происхождение: Баксайыс считается одной из групп, связанных с чингизидами, которые влились в состав рода Ходжа. В эту группу входят представители Джучидов, за исключением потомков Урус-хана и Мунке. Это те, кто не могли претендовать на ханский титул.
2. Роль в структуре Ходжа: Род Ходжа, в целом, не входит в казахские жузы и считается духовной аристократией. Баксайыс, как часть этого рода, также ассоциируется с религиозной и культурной элитой, занимаясь традиционно духовными функциями, такими как служение имамами или преподавателями медресе.
3. Связь с исламскими миссионерами: Как и другие подразделения рода Ходжа, Баксайыс ведет свое происхождение от арабских миссионеров ислама, которые сыграли важную роль в распространении религии в Средней Азии.

## Подразделение Сабылт-қожа
- Сабылт-қожа относится к подроду Сейт кожа, который происходит от потомков Хусейна. Этот подрод включает в себя несколько ответвлений, таких как Кылышты кожа и другие.
- Название Сабылт-қожа связано с духовным наследием и распространением ислама в Средней Азии. Основатель рода получил своё имя благодаря легенде о его способности ходить по облакам, что символизировало его святость[4].
- Потомки рода Ходжа, включая Сабылт-қожа, активно участвовали в культурной и религиозной деятельности в Центральной Азии. Они основывали города, развивали земледелие и распространяли ислам среди местного населения.

## Подразделение Туркпен-кожа
Туркпен-кожа относится к казахскому роду кожа, который исторически занимался духовными и религиозными функциями, такими как роль мулл, имамов и муэдзинов.

## Подразделение Кылышты-кожа
Кылышты-кожа связывается с двумя святыми: Бурханаддином Кылычем (XII век) и Махдуми Аъзамом (1464–1542), что указывает на их духовное наследие и роль в распространении ислама в Средней Азии2. Родина Кылышты-кожа исторически находилась в Узгенде, но представители этого рода расселены в различных регионах Казахстана, включая Кызылординскую область (Джанакорганский район), а также Ташкентскую область Узбекистана.
- Потомки Хусейна через Сеидов.
- Южные регионы Казахстана, Узгенд, Ташкентская область.
- Род активно участвовал в распространении ислама и сохранении религиозных традиций. Многие представители рода обучались в медресе и занимали важные позиции как духовные наставники[5].

## Шамшы кожа
Шамшы кожа относится к потомкам первого халифа Абу Бакра ас-Сиддика (632–634 гг.), что связывает их с ранними исламскими лидерами. Они являются частью более крупной группы, известной как Сиык кожалар, которая включает несколько подродов, связанных с духовным наследием и распространением ислама в регионе.
Генеалогия рода Шамшы кожа связывается с духовным наследием от учителей ислама к их ученикам. В частности, они происходят от богослова Хусамеддина аль-Сыгнаки (Сунак-ата), чьи труды до сих пор изучаются в исламских учебных заведениях, таких как медресе Аль-Азхар в Каире.

## Матен кожа
Матен кожа (Матенкожа аулие, 1711–1802 гг.) был известным религиозным деятелем и лекарем из рода Кожа. Он жил в XVIII веке и приобрел славу благодаря своим целительным способностям. Матен кожа лечил кожные заболевания людей и чесотку скота с использованием природного черного масла, которое выходило из-под песков в нижнем течении реки Ойыл. Это масло использовалось как антисептик и считалось чудодейственным.
После его смерти на месте захоронения, расположенном в Кызылкогинском районе Атырауской области, начали происходить необычные явления: из земли стала сочиться маслянистая влага. Это место стало объектом паломничества, а в 1995 году там был возведен мавзолей. Паломники верят, что использование этого масла помогает избавиться от различных болезней.

## Токтар кожа
- Род кожа ведет свое происхождение от арабских миссионеров ислама, а также от первых халифов и суфийских святых. Некоторые представители рода считают себя потомками пророка Мухаммеда или его близких родственников.
- Генетические исследования показали, что роды кожа и сунак не имеют общего мужского предка по Y-хромосоме, что указывает на то, что их генеалогия основана скорее на духовном наследии, чем на биологическом родстве5.
- Согласно другим исследованиям, кожа могли происходить не только от арабов, но и от иранских или таджикских миссионеров[9].

## Представители

### Казахские
1. Аблязов, Мухтар Кабулович
2. Шортанбай Канайулы
3. Умаров, Калила Нематович
4. Ауэзов, Мухтар Омарханович
5. Мурат Мухтарович Ауэзов
6. Мусаходжаева, Айман Кожабековна
7. Булат Джамитович Утемуратов
8. Ахмедов, Садриддин Алиханович
9. Алихан Мухамедьевич Байменов
10. Саматдин Аблайхан
11. Бектемир, Айдос Жумадилдаевич
12. Есалиев, Орынходжа
13. Кул-Мухаммед, Мухтар Абрарулы
14. Худайбергенов, Турсинхан Айдарович
15. Исабек-ишан
16. Исатай Абдукаримович Абдукаримов
17. Сеилбек Шаухаманович Шаухаманов
18. Такей Есетович Есетов
19. Ходжахмет Конгырходжаевич Ходжиков
20. Кулахмет Конгырходжаевич Ходжиков
21. Калтай Мухамеджанович Мухамеджанов
22. Бауржан Алимович Мухамеджанов
23. Зайрулла Гершанович Нигматулин
24. Мухамеджан Сералин
25. Кудерикожа Кошекулы
26. Султан-Ахмет Ходжаевич Ходжиков
27. Тлепов Алишер Тимурович
28. Майлыкожа Султанкожаулы
29. Алибек Оспан
30. Нажман Разахович Кунхожаев

Жания Назаркожакызы — мать Бекет-ата.
Бакиржан-ходжа, религиозный деятель-суфий, учитель Бекет Ата.
Валидхан Шерафеддинович Таначев (возможно).

### Узбекские
1. Мухаммадкомил Ходжаев
2. Набихон Ходжаев (Чустий)
3. Нуриллаходжа
4. Ишан Имло
5. Шейх Худайдод Вали
6. Махмудходжа Бехбуди
7. Ядгаров, Дильшод Гуломович
8. Ядгаров, Тимур хужа Дильшодович
9. Кози Саййид Баходирхон ибн Саййид Иброхимхужа
10. Шейх Ховенди ат-Тахура
11. Ансамбль Шейхантаур
12. Усманходжа Пулатходжаев
13. Порсо Ходжа Хасан
14. Бурхануддин Кылыч
15. Атаулла Ходжаев Пулатходжаевич
16. Махдуми Азам
17. Юнусходжа
18. Мухаммедходжа
19. Сеид Ислам-ходжа
20. Кози Исохон Ширинхужаев